# Старопічингушанські Виселки
Старопічингуша́нські Виселки (рос. Старопичингушанские Выселки, ерз. Сире Пиченьгужня) — присілок у складі Єльниківського району Мордовії, Росія. Входить до складу Новодівиченського сільського поселення.
Населення — 8 осіб (2010; 4 у 2002).
Національний склад (станом на 2002 рік):
- мордва — 100 %